# Chrtníč
Chrtníč település Csehországban, a Havlíčkův Brod-i járásban. Chrtníč Sázavka, Golčův Jeníkov, Leština u Světlé, Nová Ves u Leštiny és Habry településekkel határos. Lakosainak száma 120 fő (2024. január 1.).

## Népesség
A település lakosságának változását az alábbi diagram mutatja:
| Lakosok száma | 328  | 328  | 419  | 284  | 190  | 157  | 119  | 117  | 115  | 120  |
|               | 1869 | 1890 | 1921 | 1950 | 1980 | 2001 | 2017 | 2019 | 2022 | 2024 |